# MicroProse Golf
MicroProse Golf (ou David Leadbetter's Greens ou David Leadbetter's Golf) est un jeu vidéo de golf publié par MicroProse en 1991 sur Amiga, Atari ST et IBM PC. Il propose cinq parcours de golf différents – Buckland Heath, Mountsummer Point, St Augustine, Fenham Valley et Ballybrook – ainsi qu’un mode carrière dans lequel le joueur peut faire évoluer les performances et le handicap de son golfeur. Avant chaque coup, le joueur peut évaluer la trajectoire de son tir grâce à une vue en perspective isométrique qu’il peut faire pivoter.

## Accueil
| MicroProse Golf |      |       |
| Média           | Pays | Notes |
| ACE             | GB   | 80 %  |
| Amiga Action    | GB   | 89 %  |
| Amiga Computing | GB   | 91 %  |
| Amiga Format    | GB   | 90 %  |
| Amiga Power     | GB   | 84 %  |
| CU Amiga        | GB   | 94 %  |
| Gen4            | FR   | 92 %  |
| Joystick        | FR   | 90 %  |